# Gaz de schiste au Québec
L'exploitation du gaz de schiste au Québec est un phénomène qui commence au début du XXIe siècle. Aux environs de 2008, il commence à toucher une plus grande proportion de l'opinion publique à la suite de la découverte du potentiel en ressources dans le sol québécois.

## Historique des travaux d'exploration
L'exploration des gaz de schiste par la Boston Gas and Oil Co. date d'au moins 1907 dans la région de Saint-Pierre-les-Becquets. 
Certains travaux d'exploration ont été menés dans les années 1950 par les compagnies Esso et Shell, mais c'est une société publique, la Société québécoise d'initiatives pétrolières (SOQUIP) qui a été l'une des pionnières en matière d'exploration du potentiel pétrolier et gazier du Québec. Dès 1969, la SOQUIP a effectué des forages dans la région au nord-est de Trois-Rivières, en Mauricie ainsi qu'en Gaspésie.

### Découvertes dans la strate de l'Utica
En 1985, peu après la fin des activités de prospection de la SOQUIP, quelques entrepreneurs poursuivent les travaux. Quelques sociétés, dont la plus connue est Junex, de Québec, ont effectué des forages dans la région de Bécancour, sur la rive sud du Saint-Laurent en 2008. L'entreprise affirme qu'elle pourrait avoir découvert un volume important de gaz naturel emprisonné dans une zone de schistes, les Schistes d'Utica, une strate épaisse de 200 m qui longe le fleuve Saint-Laurent entre Québec et Montréal.

### Forage exploratoire à Gentilly
Les découvertes de Junex ont été confirmées en septembre 2008 par deux concurrentes de la compagnie junior québécoise. Talisman et Questerre de Calgary ont alors annoncé qu'un forage exploratoire par fracturation verticale à Gentilly avait produit 22 650 m3 de gaz naturel par jour.

## Potentiel des gisements
Le potentiel de ce champ gazier a été comparé au Barnett Shale, un gisement de la région de Dallas-Fort Worth au Texas qui est exploité depuis 1999 pour ses ressources considérables de gaz non conventionnel. Le partenaire de Junex dans le champ de Bécancour, la société Forest Oil de Denver, estime que le gisement découvert sur la rive sud du Saint-Laurent pourrait contenir jusqu'à 113 × 109 m3 de gaz.
Des découvertes récentes de gaz de schiste ont provoqué une forte augmentation des estimations de gaz naturel récupérable au Canada. Certains analystes du marché pétrolier croient que l'exploitation commerciale des gaz de schiste québécois pourrait commencer dès 2010. 
Afin d'encourager la poursuite de l'exploration gazière dans le contexte de la crise financière de 2007-2009, le budget 2009-2010 du Québec a institué un congé de redevances de 5 ans sur les puits forés avant 2011. Il y a 10 ans, le gaz était fort difficile à extraire, mais récemment, un puits a été foré à Laval ce qui relance le secteur.
En 2009, un rapport du gouvernement du Canada estime un potentiel de 30 × 1012 m3 (au-dessus de 9 000 m3) de gaz de schiste exploitable pour l'ensemble des provinces et territoires.
Les réserves en gaz naturel récupérable au Québec sont estimées à plus de 93 milliards de dollars.

## Controverse
L'exploitation du gaz fait l'objet de plusieurs controverses à la fin des années 2000, devenant un conflit dont l’ampleur et la durée sont quasi sans précédent dans la province.
Malgré l’opposition qui subsiste, on compte, en janvier 2011, pas moins de 29 sites d’exploration, dont 18 par fracturation hydraulique, principalement entre les villes de Montréal et Québec. Plusieurs de ces sites sont situés à proximité des résidences et l’exploration débute parfois même sans que les municipalités ou les citoyens et citoyennes n’en soient averties – ce qui génère de vives contestations.
Du point de vue politique, on accuse le gouvernement du Québec d'attribuer les contrats avant d'avoir réalisé des études sur ses conséquences environnementales et sa pertinence économique. À la fin octobre 2010, après avoir reçu des demandes de la classe politique et des groupes écologistes de faire un moratoire sur l'exploitation, le gouvernement responsable rejette la proposition.
Les travaux d’exploration sont conduits par les entreprises Junex, Questerre et Talisman, toutes trois membres de l’Association pétrolière et gazière du Québec. 
Dans l'espoir de faire entendre l'opinion publique au gouvernement, une pétition lancée par le groupe citoyen Non au pétrole et au gaz au Québec et parrainée par le député Amir Khadir pour obtenir un moratoire sur la question est mise en ligne le 6 octobre 2010 sur le site de l'Assemblée nationale. 
D'autres mouvements se créent et viennent relancer la question du moratoire. On retrouve notamment plusieurs artistes qui se regroupent et qui œuvrent dans l'espoir d'obtenir un moratoire et afin « que la population soit appelée à se prononcer, ». En effet, les opposants vont bénéficier d’une couverture médiatique importante en se ralliant à nombre de figures issues des milieux artistiques et politiques, connues et aimées des Québécois, notamment le sculpteur Armand Vaillancourt, l'exsyndicaliste Gérald Larose, le fondateur du Cirque du Soleil, Guy Laliberté, le chanteur Dan Bigras, connu pour son investissement dans diverses causes sociales et Dominique Champagne, acteur et metteur en scène. Ce dernier, directement touché par les projets d’exploration parce qu’habitant la vallée du Saint-Laurent, il devient rapidement le porte-parole non officiel des opposants, se montrant particulièrement fougueux – et convaincant – dans ce rôle. En mars 2011, des artistes, dont Paul Piché, les Cowboys Fringants, Catherine Durand, les Zapartistes et Alecka, se regroupent pour faire un spectacle bénéfice appelé « Eau Secours ». 
Cette pétition se termina le 5 janvier 2011 avec un taux record, pour l'époque, de signatures de 128 000 noms. La pétition fut déposée à l'Assemblée Nationale le 8 février 2011 par le groupe citoyen NPGQ « Non au pétrole et au gaz au Québec » représenté par la fondatrice Marie-Hélène Parant, accompagnée des autres membres fondateurs Isabelle Hayeur et Marie-Christiane Mathieu du groupe citoyen NPGQ, de Christian Vanasse conseiller municipal à Saint-Jude et de l'AQLPA représentée par André Belisle.
La mobilisation citoyenne se poursuit par la formation de plusieurs comités régionaux à travers le Québec : Regroupement citoyen Mobilisation gaz de schiste de Saint-Marc-sur-Richelieu, Comité inter-régional Gaz de schiste de la Vallée du Saint-Laurent, Non à une Marée Noire dans le St-Laurent, Moratoire d'une génération.
Début 2011, un rapport d'enquête du Bureau d'audiences publiques sur l'environnement (Bape), un organisme chargé de recueillir les opinions de l'industrie et de la population, révèle que 19 des 31 puits inspectés ont des fuites. À la suite de cette information, les associations d'usagers ont demandé un moratoire sur l'exploration de ces gaz controversés.
La communication du gouvernement sur le gaz de schiste est effectuée par l’intermédiaire de « l’Association pétrolière et gazière du Québec », (APGQ). Des industries prennent la défense de celle-ci, telle que la Fédération des chambres de commerce, mais aussi le gouvernement Charest, qui souhaite voir le développement économique du Québec, en ce qui concerne l’exploitation de ses ressources naturelles. Ainsi, en 2010, après la montée de la contestation, conjointement avec l'enquête du Bureau d’audience publique sur l’environnement (BAPE), l’APGQ va modifier sa stratégie de communication en précisant qu’une telle étude repose sur les meilleures données scientifiques et doit être réalisée de manière transparente. En effet, dans le communiqué de presse du 29 août 2010, où était annoncé le mandat confié au BAPE le ministre avait précisé qu’il était de la responsabilité du gouvernement d’encadrer le secteur gazier afin de permettre son développement dans le respect des populations, et en assurant, de plus, la protection de l’environnement, suivant les plus hauts standards de qualité. Effectivement, dans un premier temps, la communication de celle-ci a consisté à donner des informations scientifiques techniques. Les promoteurs doivent d’abord « expliquer » le projet avec des données provenant des entreprises elles-mêmes. Ils présentent donc des photos et des figures des opérations. Ensuite, l’enjeu est exposé de manière binaire : pour ou contre le projet de « développement ». De plus, ils comparent les effets environnementaux avec des situations pires, afin de faire relativiser le public. Par exemple, l'exploitation des sables bitumineux, ou celle de l’utilisation massive de l’eau pour l’arrosage des terrains de golf. L'intérêt collectif est également mis en avant dans la stratégie de communication. Les promoteurs la nomment morale « progressiste », visant la production de richesse collective grâce à des retombées de richesses importante. Celle-ci s’accompagnant de la stratégie de « culpabilisation » des opposants. La tactique du « fait accompli » s’inscrit également dans cette logique de culpabilisation.
Néanmoins, les militants n’ont pas accueilli ces communiqués de façon positive. Restant méfiants face à l’industrie et au gouvernement, ils ont développé ce que nous nommons aujourd’hui “a do it yourself politics”. Autrement dit, il s’agit ici d’actions consistant à s’informer sur les enjeux de l’expansion de cette industrie, puis à informer la population pour pouvoir prendre des mesures de protection de façon autonome; en d’autres mots, sans attendre les instances locales, en ce qui concerne soit les territoires soit les citoyens. Alors, ces nouvelles stratégies de communication posant toujours autant de problèmes et de défis, s’exprimant parfois à travers des tensions pouvant tourner à l’affrontement entre les promoteurs et les citoyens. Ainsi, l'exécution de politiques publiques comme la BAPE, favorise la participation des citoyens au projet, avec par exemple, des audiences publiques mises en place pour informer les citoyens afin qu'ils puissent donner leurs opinions sur les projets. Ils continuent néanmoins d’éprouver des difficultés dans leurs relations, que ce soit avec l’industrie ou la sphère gouvernementale. Les citoyens considèrent que l’information que requiert la bonne compréhension du projet n’est pas complète ou disponible, rendant la prise de position alors compliquée. Des reproches sont également faits au sujet des stratégies citées plus haut. En ce qui concerne les photos et les figures présentées, elles ne prendraient pas en compte le contexte, et présenteraient des données quantitatives brutes, passant d’une unité de mesure à l’autre. «Les gens ont droit à leur propre opinion, mais pas à leurs propres vérités», affirme le président d’une compagnie gazière sur son blogue. Pour ce qui est du “pour ou du contre”, ils expriment également le fait que le projet de développement du gaz de schiste n’est pas évalué dans le cadre d’un processus comparatif avec d’autres possibilités de développement énergétique.

## Gaz «de shale», pas «de schiste»
L’expression « gaz de schiste » pourrait porter à confusion d’un point de vue géologique. Aussi mince soit-elle, une distinction se manifeste entre cette roche métamorphique et le shale, formé par la sédimentation d’argile. Aucun gaz ne peut être extrait du schiste ; l’appellation correcte serait donc « gaz de shale ». L’expression « gaz de schiste » a été choisie en raison de sa terminologie davantage francophone, selon le spécialiste en hydrogéologie de l’UQAC, Alain Rouleau. « En France, les géologues optent pour le mot shale. La commission du BAPE sur le gaz de schiste énonce dans son rapport la différence existante entre les deux. À mon avis, cela ne porte pas à confusion pourvu que les médias appellent tous cela de la même façon », rapporte-t-il.
Le schiste découle d’une compression et d’une exposition à une haute température (300 °C) pendant des millions d’années, ce qui donne des couches feuilletées dans la roche. Le résultat de cette transformation provoque une schistosité empêchant la libération de gaz. L’origine du schiste a plusieurs provenances, notamment la métamorphose naturelle du shale ou de la pierre volcanique.
Ancienne roche sédimentaire, le shale est originaire d’une boue argileuse dont l’eau y a été comprimée. La matière organique contenue dans les strates permet la formation de gaz naturel emprisonné à cause de l’imperméabilité de la roche.
Le bureau de traduction du gouvernement du Canada, Termium Plus, apporte la précision suivante sur le schiste : « Il peut s’agir d’une roche sédimentaire argileuse, ou bien d’une roche métamorphique. Quand celle-ci est uniquement sédimentaire, les géologues préfèrent utiliser le terme. »